# Constantin Heldmann
Constantin Heldmann (Detmold, Imperio alemán, 7 de marzo de 1893 - Alemania Occidental, Ehrenkirchen, 29 de septiembre de 1965) fue un militar alemán de las Waffen-SS italiana durante la Segunda Guerra Mundial.

## Biografía
Nacido en Detmold en 1893, se alistó en 1912 en la armada alemana con la que luchó en la Primera Guerra Mundial.
En marzo de 1933 se unió a las SS, luego asumió el mando de las SS-Standart 22. Al mismo tiempo, sirvió en el Ejército alemán como oficial de artillería. Con el comienzo de la guerra en 1939, pasó a las Waffen-SS, alcanzando el rango de SS-Hauptstrumfuhrer y fue nombrado comandante de un batallón de las SS-Artillerie-Ersats-Abteilung. En enero de 1941 fue transferido a Wiking, al mando del 5.º Regimiento de Artillería. En enero de 1942, pasó a comandar el I Abteilung del regimiento de artillería de la división SS Nord. Después de ocupar otros cargos en Alemania y en el frente finlandés, en marzo de 1944 fue ascendido a SS-Standartenführer (correspondiente al rango de coronel en el ejército) y fue transferido a Italia, donde en octubre de ese mismo año obtuvo el mando de la 29.ª división italiana de las SS.
Después de la guerra y de retirarse a la vida privada, vivió en Alemania, muriendo en 1965 en la pequeña aldea de Kirchofen en el municipio de Ehrenkirchen.

## Condecoraciones
- Cruz de Hierro, 2.ª clase (durante la Primera Guerra Mundial).
- Hebilla a la Cruz de Hierro, 2.ª clase.
- Cruz de Hierro, 1.ª clase (Segunda Guerra Mundial).
- Cruz al Mérito Militar, 2.ª clase con espadas.